# Buhera (Simbabwe)
Buhera ist ein kleiner Ort im Distrikt Buhera, dessen Verwaltungssitz er ist, im östlichen Hochland  in der Provinz Manicaland in Simbabwe. Der Ort liegt in der Nähe der Straße von Chivhu nach Chipinge.

## Söhne und Töchter der Stadt
- Morgan Tsvangirai (1952–2018), simbabwischer Politiker
- Forward Kwenda (* um 1970), traditioneller Trommler